# Maria Elżbieta Habsburżanka (1680–1741)
Maria Elżbieta Habsburg (ur. 13 grudnia 1680 w Linzu, zm. 26 sierpnia 1741 w Mariemont) – namiestniczka Niderlandów Austriackich od 9 października 1725 do 26 sierpnia 1741.
Była drugą córką cesarza Leopolda I Habsburga i jego trzeciej żony Eleonory Magdaleny von Pfalz-Neuburg. Miała dziesięcioro rodzeństwa, m.in. cesarza Józefa I i Karola VI. Nigdy nie wyszła za mąż. Była patronką sztuki, zwłaszcza muzyki.
Została pochowana w Brukseli. W 1749 jej szczątki przeniesiono do Krypty Cesarskiej kościoła Kapucynów w Wiedniu.